# Holmstrup (Aarhus)
 Denne artikel omhandler byen Holmstrup (Aarhus). Der er også andre byer med dette navn, se Holmstrup.
Holmstrup var tidligere en landsby vest for Aarhus, men er i dag et lav/tæt-bebygget område ved Holmstrup Mark i Skjoldhøjkilen. En af bebyggelserne er navngivet Holmstrup og består af divergerende rækkehusagtigt etagebyggeri under Brabrand Boligforenings afdeling VI med 402 lejligheder og lokale forretninger.

## Historie
I Brabrand og Tilst sogne blev der i Eldalen efter år 800 anlagt en lille landsby, der for første gang omtales i 1204 under navnet Holmstorp.
I 1290'erne var landsbyen nedlagt, men ordet Holmstrup kan findes i herregården Holmstrupgaard, hvortil hører Tilst Kirke.
Navnet menes at være baseret på enten mandenavnet Holmær (oldnordisk Holmr), eller være afledt af ordet holm (=ligger højt i terrænet). Fra 1683 kendes betegnelsen Holsterup som var afledt af Holstropgaard og Holstrupmark.
Før reformationen hørte Holmstrupgård til under Aarhusgård. Fra 1661-1811 under baroniet Marselisborg. Derefter ejet af baron F.J.C. Güldencrone (1811), flere generationer af Faurschou (1781-1838), William Watt (1829-1843), Morten Herman Petersen (1843-1884), der efter brande udvidede og udbyggede Holmstrupgård. Efterfølgende kom flere ejere til indtil 1927 hvor jorden blev udstykket til bebyggelse, og hovedbygningen blev omdannet til filantropisk Institution og indrettet til et fredehjem for unge piger. I dag fungerer Holmstrupgård under Region Midtjylland som ungdomshjem for unge med psykiske lidelser.
Den 5. november 1925 var der 566 indbyggere i Holmstrup. Ved folketællingen den 1/6 1945 var der 187 indbyggere i Holmstrup.

### Historisk kilde
August F. Schmidt skriver i flerbindsværket Brabrand og Aarslev Sognes Historie (1962) bl.a.:
Holmstrup og Holmstrupgaard: I den smukke Eldal i Tilst og Brabrand Sogne blev efter Aar 800 grundlagt en lille Landsby, der første Gang omtales i et Dokument fra 1294. Hvornaar Landsbyen Holmstrup maate vige for Gaarden Holmstrupgaard oplyser kilderne intet om. Den vigtigste Forudsætning herfor, en enkelt Mands eller Institutions Besiddelse af hele Landsbyen eller det meste af den, var i det mindste til Stede fra Slutningen af 1200-Tallet eller fra Begyndelsen af den følgende Aarhundrede.

## Trivia
Et slangudtryk for Holmstrup-bebyggelsen er Månebase Alpha